# Ali-Shir Nava'i
Ali-Shir Nava'i (Herat, 9. veljače 1441. – Herat, 3. siječnja 1501.) (čagatajski: نظام الدین علی شیر نوایی, perzijski: نظام‌الدین علی‌شیر نوایی) bio je timuridski pjesnik, pisac, državnik, jezikoslovac, hanefijski maturidi mistik i slikar koji je bio najveći predstavnik čagatajske književnosti.
Nava'i je vjerovao da je njegov materinji čagatajski turskijski jezik bolji od perzijskog u književne svrhe, što je bilo neuobičajeno gledište u to vrijeme, i branio je to uvjerenje u svom djelu Muhakamat al-Lughatayn ('Usporedba dvaju jezika'). Naglašavao je svoje uvjerenje u bogatstvo, preciznost i prilagodljivost turkijskog ječnika u odnosu na perzijski.
Zbog svoje istaknute poezije na čagatajskom jeziku, Nava'ija mnogi u turkijskim govornim područjima smatraju osnivačem rane turkijske književnosti. Razna mjesta i institucije u Srednjoj Aziji nazvane su po njemu, uključujući pokrajinu i grad Navoiy u Uzbekistanu.
Mnogi spomenici i poprsja u čast Ali-Shir Nava'ija podignuti su u različitim zemljama i gradovima kao što su: Taškent, Samarkand i Navoiy u Uzbekistanu, Ašgabat u Turkmenistanu, Ankara u Turskoj, Seul u Južnoj Koreji, Tokio u Japanu, Šangaj u Kini, Oš u Kirgistanu, Astana u Kazahstanu, Dušanbe u Tadžikistanu, Herat u Afganistanu, Baku u Azerbajdžanu i dr.